# ثلاثية ثلاثي الشعب
ثلاثية ثلاثي الشُّعب أو تريثريناكس (الاسم العلمي: Trithrinax)، جنس نباتات مُزهرة تنتمي فُصيلة كوريفاوات من فصيلة النخلية. الاسم مشتق من اليونانية القديمة، حيث تعني كلمة "تري" ثلاثة، و"ثريناكس" رمح ثلاثي الشعب. أطلق عليه هذا الاسم عام 1837 عالم النبات والمستكشف الألماني كارل فريدريش فيليب فون مرتيوس.
أنواع ثلاثية الشعب هي نخيلات مروحية شوكية موطنها أمريكا الجنوبية. تتميز بمقاومتها للبرد والحر والرياح والجفاف والتربة الفقيرة وغيرها من الظروف البيئية القاسية. تنبت بذورها بسرعة، لكن معدل نموها الإجمالي بطيء بشكل ملحوظ.